# ناحیه تول
بخش تول (به فرانسوی: Arrondissement de Toul) یک بخش در فرانسه است که در مرت-ا-موزل واقع شده‌است.